# コモンクイナ
コモンクイナ（学名：Porzana porzana）は、ツル目クイナ科に分類される鳥類の一種。

## 画像

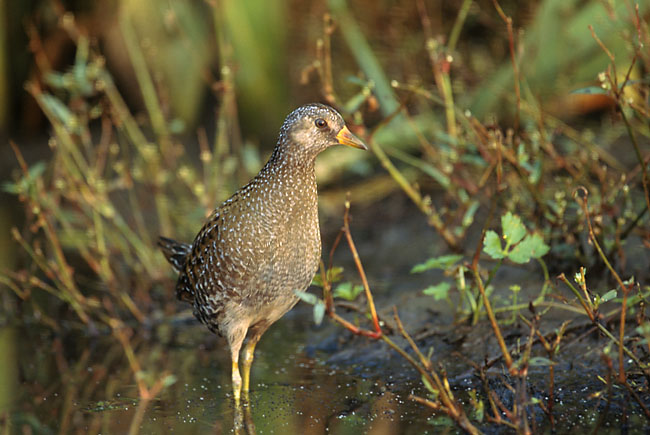
コモンクイナ
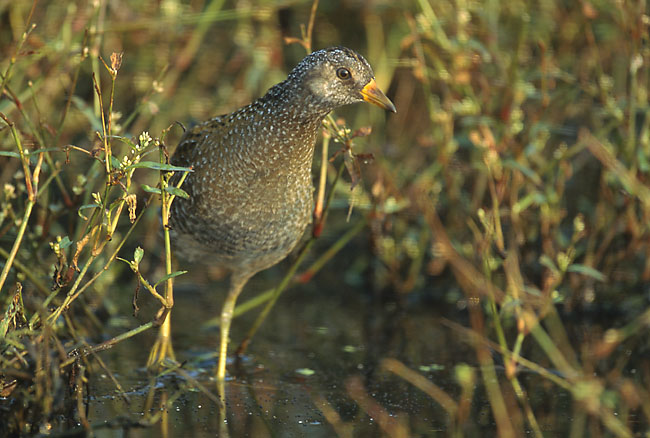
コモンクイナ
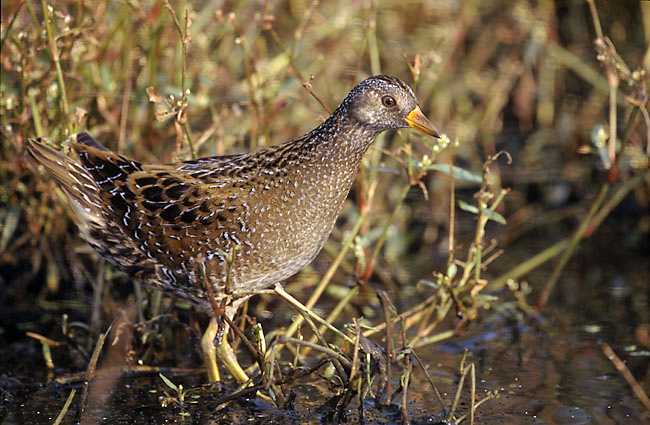
コモンクイナ
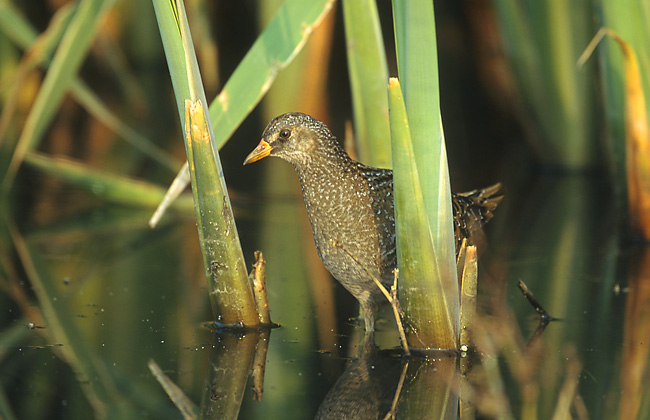
コモンクイナ
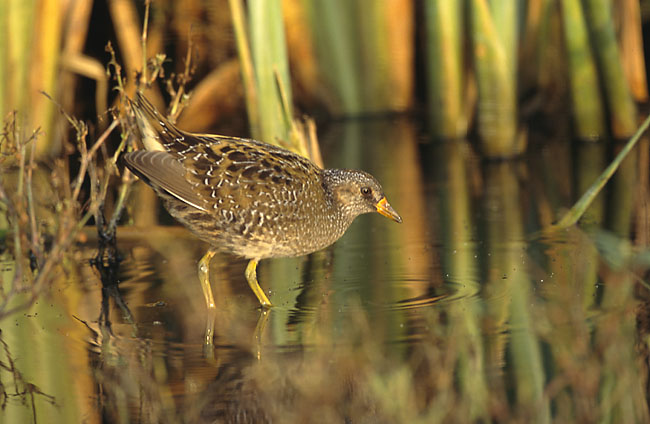
コモンクイナ
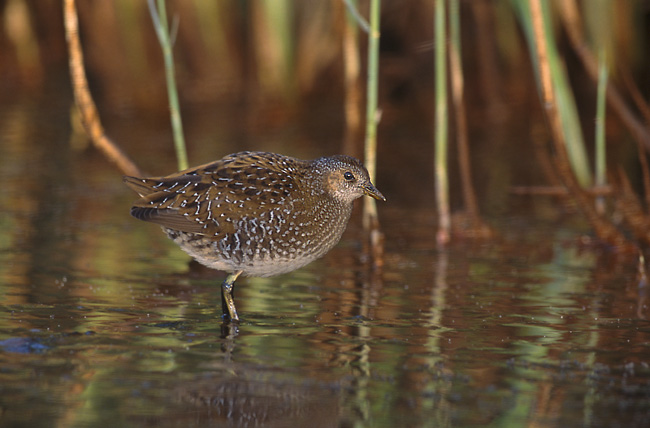
コモンクイナ